# Iberesia machadoi
Espèce
Iberesia machadoi est une espèce d'araignées mygalomorphes de la famille des Nemesiidae.

## Distribution
Cette espèce se rencontre au Portugal et en Espagne en Estrémadure,.

## Description
Le mâle holotype mesure 17,6 mm et la femelle paratype 28,7 mm, les mâles mesurent de 16,7 à 18,2 mm et les femelles de 19,9 à 29,1 mm.

## Étymologie
Cette espèce est nommée en l'honneur d'António de Barros Machado.

## Publication originale
- Decae & Cardoso, 2006 : Iberesia, a new genus of trapdoor spiders (Araneae, Nemesiidae) from Portugal & Spain. Revista Iberica de Aracnologia, vol. 12, p. 3-11 (texte intégral).